# Hartland (Devon)
Hartland – miasto w Anglii, w hrabstwie Devon, w dystrykcie Torridge. Leży 74 km na północny zachód od miasta Exeter i 309 km na zachód od Londynu. W 2001 miasto liczyło 1676 mieszkańców.